# Montemor-o-Velho
Montemor-o-Velho ist eine Kleinstadt (Vila) in Portugal, sie liegt etwa auf halber Strecke zwischen Figueira da Foz und Coimbra. Im Mittelalter war die Stadt, die auf einem Hügel über dem linken Ufer des Mondego liegt, ein strategischer Verteidigungsposten gegen die Mauren, die aus der Estremadura gegen Coimbra vordrangen. Die Festung von Montemor-o-Velho gilt als älteste der etwa 400 erhalten gebliebenen Burgen Portugals.
Heute ist der Ort als Sportstützpunkt insbesondere des Rudersports und des Kanurennsports international bekannt, auch das Theaterfestival CITEMOR und der Mittelaltermarkt sind überregional bekannt.

## Geschichte
Unweit der Ausgrabungsstätten von Santa Olaia gelegen, gehen die Spuren menschlicher Besiedlung zurück bis in die Eisenzeit. Einige Historiker glauben, der Ort habe 400/500 vor Christus Miróbriga geheißen und sei damit einer der ältesten Orte der iberischen Halbinsel. Andere meinen, sie sei das Arcedóbriga oder Acedóbriga gewesen, das von seinem Herrn Manlio in Manlianense umbenannt wurde. Belegt sind Handelskontakte mit den Phöniziern und Karthago. In Montemor-o-Velho („Monte-mor“, dt. „Höherer Hügel“) fand man Überreste einer römischen Villa rustica und einer Jupiter-Säule, dazu Grabstätten und Münzen aus dem 4. Jh.
Mit der Eroberung weiter Teile der Iberischen Halbinsel ab 711 kamen die Mauren auch zum damals wichtigen Hafen der Flussschifffahrt auf dem Mondego. Sie nannten den Ort Munt Malur. 848 wurde er das erste Mal durch Christen erobert, durch den König Ramiro I. Der Ort wehrte die noch im gleichen Jahr stattfindende Belagerung durch die Truppen von Abd ar-Rahman II. ab. Alfons III. eroberte 878 Coimbra und ging zur Besiedlung entlang des Flussufers über. Am 2. Dezember 990 eroberte Almansor die Befestigungsanlagen von Montemor zurück. Nach einer erneuten Rückeroberung fiel der Ort 1026 wieder an die Araber, denen Gonçalo Trastamires ihn 1034 wieder abnahm. Nach wiederholten arabischen Angriffen konnte Fernando Magno Coimbra und das gesamte Gebiet bis zum Mondego endgültig rückerobern und Montemor Sesnando Davides, einem Mozaraber aus Tentúgal, übergeben. 1091 war der Ort als Montemaior bekannt, und Raimundo I. ordnete 1095 seine verstärkte Besiedlung an, nun Teil einer Befestigungslinie gegen die Mauren entlang des Grenzflusses Mondego. König Sancho I. nannte Montemor 1203 in Montemor-o-Velho („Montemor das Ältere“) um, in Abgrenzung zur von den Mauren eroberten Ortschaft Montemor-o-Novo („Montemor das Neuere“) im Alentejo.
Am 6. Januar 1355 traf in der Burg von Montemor-o-Velho der König Alfons IV. die tragische Entscheidung, Inês de Castro umbringen zu lassen.
Nach Einführung des aus Amerika angekommenen Mais Mitte des 16. Jh. verschaffte sein Anbau in den Feldern am Fluss dem Ort eine etwa 200 Jahre andauernde wirtschaftliche Blüte, in deren Zeit auch das Wirken der bekanntesten Söhne der Stadt fällt (siehe „Söhne und Töchter der Stadt“). Danach verlor Montemor an Bedeutung, vor allem zu Gunsten von Figueira da Foz. Die Einführung des Reisanbaus Anfang des 19. Jh. sorgte für eine neue wirtschaftliche Blüte.

## Sehenswürdigkeiten und Kultur
Die Burganlage Castelo de Montemor-o-Velho mit seiner manuelinischen Kirche Igreja de Santa Maria da Alcáçova und der komplett umlaufenden, doppelten und zinnengekrönten Mauer sind sehenswert und bieten darüber hinaus weite Ausblicke über die Reisfelder und Landschaften entlang des Mondego. Unterhalb der Burg verlaufen enge Gassen, gesäumt von Gärten und Orangenbäumen.
Die ehemalige Markthalle am Rathausplatz beherbergt eine moderne Kunstgalerie.
Die am Stadtrand gelegene Klosterkirche Nossa Senhora dos Anjos bietet neben ihren Renaissancekapellen ein sehenswertes Grabmal für den Seefahrer Diogo de Azambuja.
Am Ort ist mit dem Europaradise ein privater Zoo ansässig, der eine Vielzahl Tiere zeigt. Neben heimischen und exotischen Vögeln gehören auch eine Reihe meist afrikanischer Säugetiere dazu, darunter Tiger, Zebras und verschiedene Affenarten.
Im Naturschutzgebiet Reserva Natural do Paul de Arzila durchziehen Lehr- und Wanderpfade das Feuchtgebiet und seine Baumbestände, und im Vogelschutzgebiet Paúl do Taipal können bei Führungen überwinternde Zugvögel beobachtet werden. Dies sind zwei der wenigen erhaltenen Gebiete der hiesigen Urlandschaft.
Seit 1978 findet jährlich im Sommer, in der Burg und überall im Ort, das internationale Theaterfestival CITEMOR mit großem Kulturprogramm statt. Einer der Hauptorganisatoren ist das CITEC, die wichtigste Theatergruppe des Ortes, die im lokalen Theater "Esther de Carvalho" (gegründet 1883) beheimatet ist. In der Burg wird außerdem der Mittelaltermarkt Montemor Mediaval veranstaltet.
Jährlich am 8. September, dem städtischen Feiertag, findet die Feira Anual oder auch Feira das Cebolas, der „Zwiebelmarkt“, statt. Es ist eine Kombination aus Industrie- und Landwirtschaftsmesse, Gastronomieschau und Volksfest.
Alle 2 Wochen findet seit mindestens 80 Jahren ein Wochenmarkt statt.

## Politik
Bei der Kommunalwahl 2013 gewann die Sozialistische Partei (PS) das Rathaus von Montemor-o-Velho mit 40,5 % zurück. Die zuvor regierende PSD/CDS-Koalition fiel auf 36 % zurück, die gemeinsame Liste der Kommunistischen Partei (PCP) und der Grünen (PEV) erhielt 11,1 %, die Umwelt- und Landwirtschaftspartei Partido da Terra (MPT) kam auf 4,1 %, und der Linksblock Bloco de Esquerda (BE) auf 2 %.
Das Rathaus von Montemor-o-Velho wurde seit 1976, der ersten Kommunalwahl nach der Nelkenrevolution 1974, überwiegend von der PS regiert. 1989 gewann die PSD das Rathaus, das sie 1993 wieder an die PS verlor, und 2001 in Koalition mit der CDS wiedergewann und bis 2013 behielt.
Bei der Kommunalwahl 2017 wurde die PS mit 51,21 % im Amt bestätigt, bei einer Wahlbeteiligung von 63,78 %.

## Verwaltung

### Kreis
Montemor-o-Velho ist Sitz eines gleichnamigen Kreises (Concelho) im Distrikt Coimbra, mit den entsprechenden Einrichtungen (Kreisverwaltung, Krankenhaus, Feuerwehr, Guarda Nacional Republicana, Schulzentrum, Banken, Industriegebiet). Am 19. April 2021 hatte der Kreis 24.571 Einwohner auf einer Fläche von 229,0 km².
Die Nachbarkreise sind (im Uhrzeigersinn im Norden beginnend): Cantanhede, Coimbra, Condeixa-a-Nova, Soure sowie Figueira da Foz.
Mit der Gebietsreform im September 2013 wurden mehrere Gemeinden zu neuen Gemeinden zusammengefasst, sodass sich deren Zahl von zuvor 14 auf elf verringerte.
Die folgenden Gemeinden (Freguesias) liegen im Kreis Montemor-o-Velho:

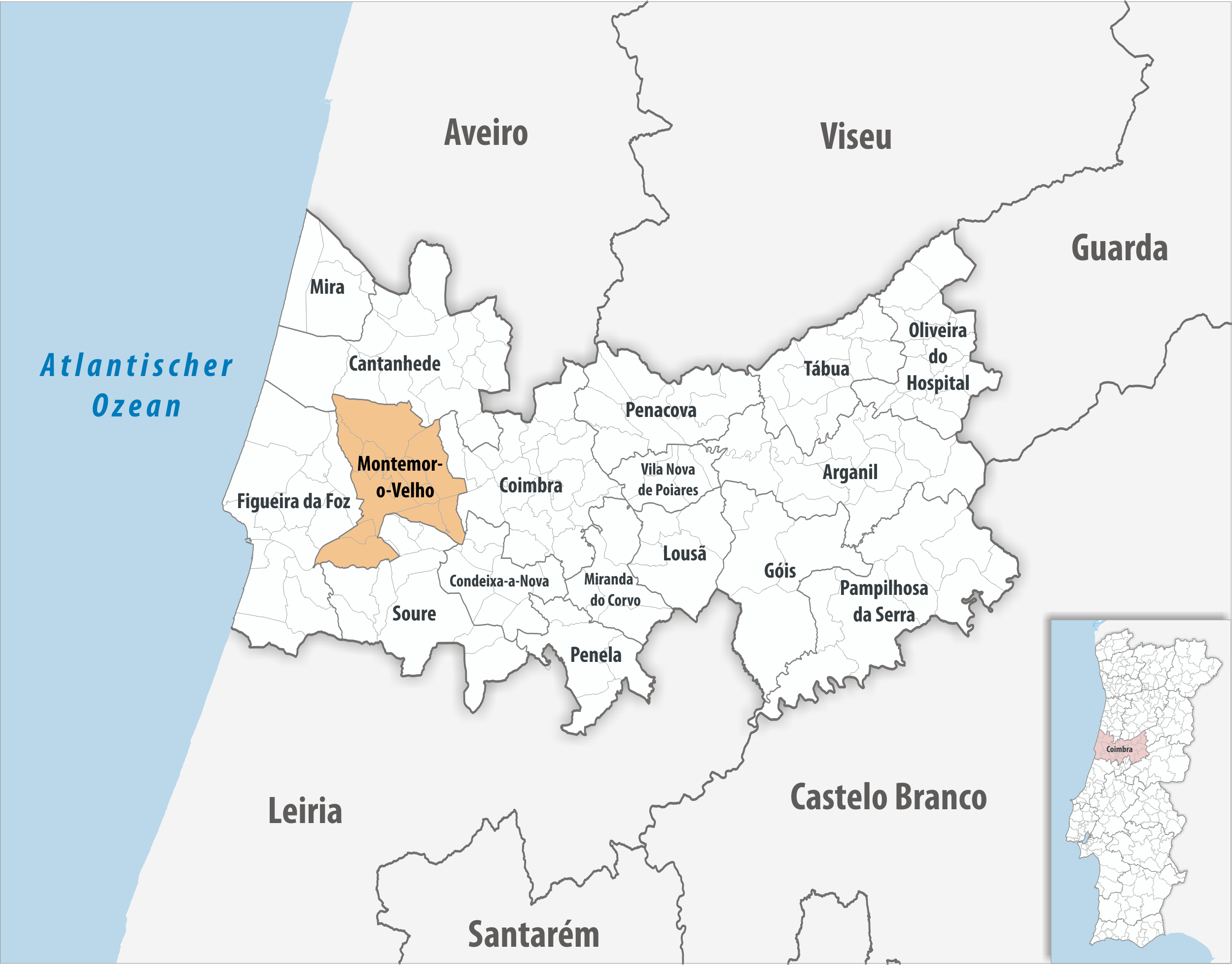
Kreis Montemor-o-Velho

| Gemeinde                                 | Einwohner (2021) | Fläche km² | Dichte Einw./km² | LAU- Code |
| ---------------------------------------- | ---------------- | ---------- | ---------------- | --------- |
| Abrunheira, Verride e Vila Nova da Barca | 1.345            | 29,50      | 46               | 061015    |
| Arazede                                  | 4.976            | 53,45      | 93               | 061002    |
| Carapinheira                             | 2.613            | 15,90      | 164              | 061003    |
| Ereira                                   | 575              | 7,25       | 79               | 061014    |
| Liceia                                   | 1.051            | 12,69      | 83               | 061005    |
| Meãs do Campo                            | 1.703            | 9,74       | 175              | 061006    |
| Montemor-o-Velho e Gatões                | 3.501            | 31,06      | 113              | 061016    |
| Pereira                                  | 3.501            | 12,34      | 284              | 061008    |
| Santo Varão                              | 1.916            | 11,85      | 162              | 061009    |
| Seixo de Gatões                          | 1.344            | 10,90      | 123              | 061010    |
| Tentúgal                                 | 2.046            | 34,29      | 60               | 061011    |
| Kreis Montemor-o-Velho                   | 24.571           | 228,97     | 107              | 0610      |

### Bevölkerungsentwicklung
| 1801  | 1849  | 1900   | 1930   | 1960   | 1981   | 1991   | 2001   | 2011   |
| 9.528 | 6.345 | 22.361 | 25.162 | 27.925 | 27.274 | 26.375 | 25.478 | 26.214 |

### Kommunaler Feiertag
- 8. September

### Partnerstädte
- Frankreich: Cerizay im Département Deux-Sèvres (seit 1988)
- Portugal: Vila Real de Santo António (seit 1994)
- Brasilien: São José dos Pinhais (seit 1997)[11]

## Verkehr
Der etwas außerhalb gelegene Bahnhof Montemor ist ein Haltepunkt der Eisenbahnstrecke Ramal de Alfarelos.
Der Ort liegt an der Autobahn A14 und an der Nationalstraße N111.

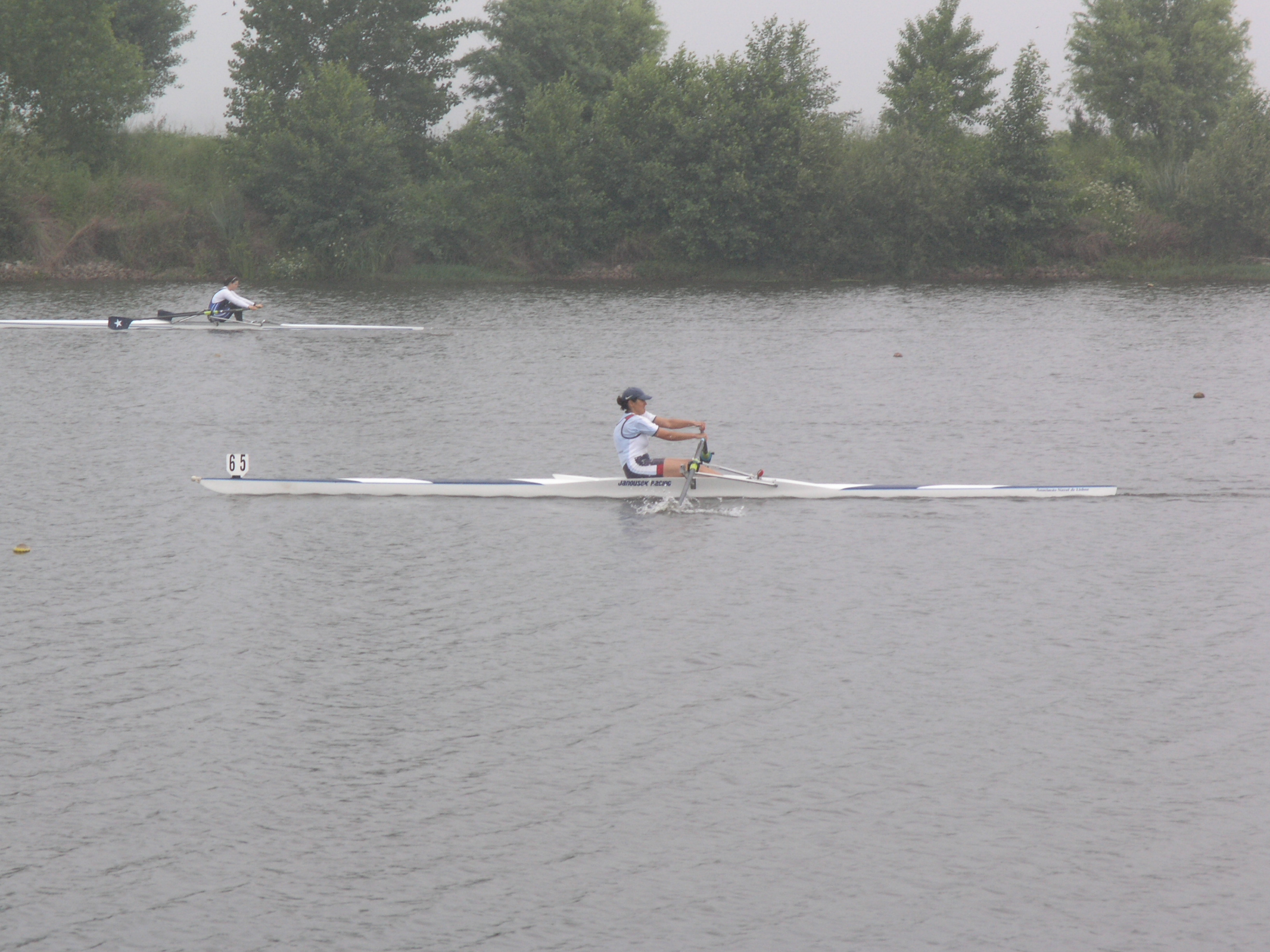
Rudern in Montemor-o-Velho

Buslinien insbesondere der Firma Moisés (Moisés Correia de Oliveira) sichern den Öffentlichen Personennahverkehr im Kreis, mit Verbindungen bis nach Figueira da Foz und Coimbra.

## Sport
Die Stadtverwaltung Montemor-o-Velho unterhält mit dem Leistungszentrum Centro de Alto Rendimento (CAR) des portugiesischen Kanuverbands Federação Portuguesa de Canoagem einen bedeutenden Sportstützpunkt. Insbesondere das Céntro Náutico mit seiner internationalem Standard entsprechenden Ruder-Regattastrecke ist zu erwähnen. Hier wurden u. a. die Kanu-Weltmeisterschaften 2018, die Kanu-Europameisterschaften 2013 sowie die Ruder-Europameisterschaften 2010 ausgetragen. Das CAR umfasst zudem eine Leichtathletikanlage (Pista de Atletismo) und eine Jugendherberge (Pousada da Juventude).
Auch der Triathlonverband (Federação de Triatlo de Portugal) unterhält in Montemor-o-Velho sein Leistungszentrum (CAR).

## Söhne und Töchter der Stadt
- Cavalheiro Diogo de Azambuja (1432–1518), Seefahrer und erste Gouverneur (capitão-mór) von Elmina.
- Fernão Mendes Pinto (1510–1583), Entdecker, er bereiste Arabien, Afrika, China, Indien und kam bis nach Japan, als Schriftsteller beschrieb er in großer Detailliertheit seine Reisen.
- Jorge de Montemor (1520/24–1561), Sänger, Übersetzer und Dichter in der Reisekapelle des späteren Königs Philipp II., Erfinder des kastilischen Schäferromans und Hirtengedichte, die Einfluss in ganz Europa hatten.
- João de São José (unbekannt–1580), Klostervorsteher und Autor
- António Correia da Fonseca e Andrade (1648–1717), capitão-mór von Montemor-o-Velho, bedeutender Geschichtsschreiber
- Francisco de Pina e Melo (1695–1773), katholischer Schriftsteller und Dichter
- Esther de Carvalho (1858–1884), Schauspielerin und Intendantin
- Manuel Jardim (1883–1923), Maler
- Afonso Duarte (1884–1958), Schriftsteller
- António Rama (1944–2013), Schauspieler